# Общоруска държавна телевизионна и радиопредавателна компания
Общоруска държавна телевизионна и радиопредавателна компания (на руски: Всероссийская государственная телевизионная и радиовещательная компания; ВГТРК) е медийна компания в Русия, основана на 14 юли 1990 година от Върховния съвет на РСФСР.

## Председатели
- Олег Попцов (1990 – 1996)
- Едуард Сагалаев (1996 – 1997)
- Николай Сванидзе (1997 – 1998)
- Михаил Швидкой (1998 – 2000)
- Олег Добродеев (2000 – понастоящем)